# Ано Естия
„Ано Естия“ (на гръцки: Άνω Εστία) е индустриален комплекс от сгради в град Воден, Гърция.
Разположен е веднага северно от Парка с водопадите, в близост до традиционния квартал на града Вароша.
Фабриката е основана в началото на ΧΧ век, след „Като Естия“, отворена в 1907 година в Лъгът под Воден, от братята Лапас и Анастасиос Васдарис и Ираклис Хадзидимулас и Йоанис Хадзинику.
В 1986 година като „важно свидетелство на времето, в което във Воден процъфтява текстилната индустрия“ фабриката е обявена за паметник на културата.